# Saison 2009-2010 de l'Inter Milan
Maillots
Chronologie
Saison précédente Saison suivante
La saison 2009-2010 de l'Inter de Milan, club de football italien, voit le club remporter le championnat d'Italie et la Ligue des Champions ainsi que la Coupe d'Italie et devient la première équipe italienne a réaliser ce triplé. L'Inter de Milan égale ainsi le FC Barcelone qui a réalisé le même exploit au cours de la saison 2008-2009. L'Inter réalise ainsi un triplé inédit dans l'histoire du football italien.

## Ligue des champions

### 1ertour
| Date       | J.      | Adversaire   | Lieu                          | Score | Buteurs                  |
| ---------- | ------- | ------------ | ----------------------------- | ----- | ------------------------ |
| 16/09/2009 | Match 1 | FC Barcelone | Stade Giuseppe Meazza, Milan  | 0-0   |                          |
| 29/09/2009 | Match 2 | Rubin Kazan  | Stade central, Kazan          | 1-1   | Stanković 27e            |
| 20/10/2009 | Match 3 | Dynamo Kiev  | Stade Giuseppe Meazza, Milan  | 2-2   | Stanković 35e Samuel 47e |
| 04/11/2009 | Match 4 | Dynamo Kiev  | Stade Dynamo Lobanovski, Kiev | 1-2   | Milito 86e Sneijder 89e  |
| 24/11/2009 | Match 5 | FC Barcelone | Camp Nou, Barcelone           | 2-0   |                          |
| 09/12/2009 | Match 6 | Rubin Kazan  | Stade Giuseppe Meazza, Milan  | 2-0   | Eto'o 31e Balotelli 63e  |

| Rang | Équipe       | Pts | J | G | N | P | Bp | Bc | Diff |  | Résultats (▼ dom., ► ext.) |     |     |     |     |
| ---- | ------------ | --- | - | - | - | - | -- | -- | ---- |  | -------------------------- | --- | --- | --- | --- |
| 1    | FC Barcelone | 11  | 6 | 3 | 2 | 1 | 7  | 3  | +4   |  | FC Barcelone               |     | 2-0 | 1-2 | 2-0 |
| 2    | Inter Milan  | 9   | 6 | 2 | 3 | 1 | 7  | 6  | +1   |  | Inter Milan                | 0-0 |     | 2-0 | 2-2 |
| 3    | Rubin Kazan  | 6   | 6 | 1 | 3 | 2 | 4  | 7  | -3   |  | Rubin Kazan                | 0-0 | 1-1 |     | 0-0 |
| 4    | Dynamo Kiev  | 5   | 6 | 1 | 2 | 3 | 7  | 9  | -2   |  | Dynamo Kiev                | 1-2 | 1-2 | 3-1 |     |

### 1/8 de finale
| Date       | J.     | Adversaire | Lieu                         | Score | Buteurs                 |
| ---------- | ------ | ---------- | ---------------------------- | ----- | ----------------------- |
| 24/02/2010 | Aller  | Chelsea FC | Stade Giuseppe Meazza, Milan | 2-1   | Milito 3e Cambiasso 55e |
| 16/03/2010 | Retour | Chelsea FC | Stamford Bridge, Londres     | 0-1   | Eto'o 78e               |

### 1/4 de finale
| Date       | J.     | Adversaire  | Lieu                         | Score | Buteurs     |
| ---------- | ------ | ----------- | ---------------------------- | ----- | ----------- |
| 31/03/2010 | Aller  | CSKA Moscou | Stade Giuseppe Meazza, Milan | 1-0   | Milito 65e  |
| 06/04/2010 | Retour | CSKA Moscou | Stade Loujniki, Moscou       | 0-1   | Sneijder 6e |

### 1/2 finale
| Date       | J.     | Adversaire   | Lieu                         | Score | Buteurs                            |
| ---------- | ------ | ------------ | ---------------------------- | ----- | ---------------------------------- |
| 20/04/2010 | Aller  | FC Barcelone | Stade Giuseppe Meazza, Milan | 3-1   | Sneijder 30e Maicon 48e Milito 61e |
| 28/04/2010 | Retour | FC Barcelone | Camp Nou, Barcelone          | 1-0   |                                    |

### Finale
| Date       | Adversaire    | Lieu                            | Score | Buteurs         |
| ---------- | ------------- | ------------------------------- | ----- | --------------- |
| 22/05/2010 | Bayern Munich | Stade Santiago Bernabéu, Madrid | 2-0   | Milito 35e, 70e |